# فرودگاه اربورفیلد
فرودگاه اربورفیلد (به انگلیسی: Arborfield Airport) یک فرودگاه همگانی است که یک باند فرود چمن دارد و طول باند آن ۷۳۲ متر است. این فرودگاه در کشور کانادا قرار دارد و در ارتفاع ۳۶۱ متری از سطح دریا واقع شده‌است.